# ГЕС Guìgǎng
ГЕС Guìgǎng (贵港航运枢纽工程) — гідроелектростанція на півдні Китаю у провінції Гуансі. Знаходячись між ГЕС Xījīn (вище по течії) та ГЕС Guìpíng (46,5 МВт), входить до складу каскаду на річці Юцзян, котра впадає праворуч до основної течії річкової системи Сіцзян (завершується в затоці Південно-Китайського моря між Гуанчжоу та Гонконгом) на межі ділянок Qian та Xun.
В межах проекту річку перекрили бетонною греблею довжиною понад півкілометра, яка утримує водосховище з об'ємом 372 млн м3 (корисний об'єм 18 млн м3) та припустимим коливанням рівня поверхні у операційному режимі між позначками 42,6 та 43,1 метра НРМ. Праворуч від греблі проклали канал довжиною майже 2 км, в якому облаштували судноплавний шлюз із розмірами камери 190х23 метра. У другій половині 2010-х років взялись за реалізацю проекту по спорудженню другого шлюзу з розмірами камери 280х34 метра.
Інтегрований у греблю машинний зал обладнали чотирма бульбовими турбінами потужністю по 30 МВт, які використовують напір до 13,3 метра (номінальний напір 8,5 метра) та забезпечують виробництво 612 млн кВт-год електроенергії на рік.
Видача продукції відбувається по ЛЕП, розрахованим на роботу під напругою 110 кВ та 35 кВ.